# Vic Suneson
Vic Suneson, pseudonym för Sune Viktor Lundquist, född 11 november 1911 i Gustaf Vasa församling i Stockholm, död 5 september 1975 i Sundbyberg, var en svensk kriminalförfattare som skrev om polismännen O.P. Nilsson och Kjell Myhrman.

## Biografi
Sune Lundquist var son till chefen för Svenska Pressbyrån och läste på Kungliga Tekniska högskolan i Stockholm efter studentexamen på Norra Real. Han var verksam som civilingenjör innan han blev författare på heltid.
Tillsammans med Maria Lang, Hans-Krister Rönblom och Stieg Trenter räknas Suneson som en av ”de fyra stora” svenska deckarförfattarna under 1940–1960-talen. Sunesons böcker sålde aldrig i lika stora upplagor som de övrigas, och i dag är han i stort sett bortglömd. Vic Suneson var först i Sverige med att låta ett team kriminalare återkomma i en serie böcker, långt innan Sjöwall Wahlöö skrev om Martin Beck & Co.
Lundquist var gift med skådespelaren Ragnvi Lindbladh. De är begravda på Norra begravningsplatsen utanför Stockholm.

## Kriminalromanerna
Vic Suneson skrev om kommissarie Kjell Myhrman, som debuterade i I dimma dold (1951). I nästa bok (Är jag mördaren?) dyker överkonstapel P. O. Nilsson upp för första gången (senare får han namnet O. P. Nilsson). I slutet av boken …och häcken växte (1955) blir Nilsson så befordrad till kommissarie och därefter spelar han oftast huvudrollen. Myhrman försvann på FN-uppdrag och sågs inte igen förrän han överraskande gjorde comeback tretton år senare i novellsamlingen Tjugoett (1968).
Också personerna i O. P. Nilssons omgivning kom och gick. Där fanns kriminalassistenten Jesper Falk, kriminalteknikern och faktasamlaren Aron Andersson och charmören och psykologen Tomas Gruck. Falk försvann också under tiotalet år för att inte ses förrän i Sunesons näst sista bok Uddagänget, vilken anses som en av hans bästa. Andra bra år för Suneson anses vara 1956 och 1975, som också var hans sista. 
Vic Sunesons böcker ligger nära både den typiska pusseldeckaren och polisrutinromanerna, men han experimenterade gärna och ofta. I Fäll inga tårar (1953) är temat brottspsykologi och i Ordet är mord inspireras han tydligt av Ellery Queens pusseldeckare. Av "De fyra stora" är han den ende som i större utsträckning skrivit kriminalnoveller.
Vic Suneson skrev även två ungdomsdeckare om Klas.
Suneson förekom själv på foto på omslagen till flera av sina böcker.